# Sesamolie
Sesamolie wordt geperst uit sesamzaad. Het wordt in sommige landen, bijvoorbeeld India, veel gebruikt bij de vervaardiging van zeep, in de voedselbereiding, de geneeskunde en als vervalsmiddel voor olijfolie.
Sesamolie is een plantaardige olie, geperst uit het zaad van Sesamum indicum of Sesamum orientale. Deze planten worden sinds oude tijden voornamelijk in Afrika en Azië rond de steenbokkeerkring gekweekt om de voedzame zaden. 
Sesamzaad is zwart of wit. Het wordt, behalve om olie uit te winnen, toegevoegd aan gebakken producten en andere voedingsmiddelen.

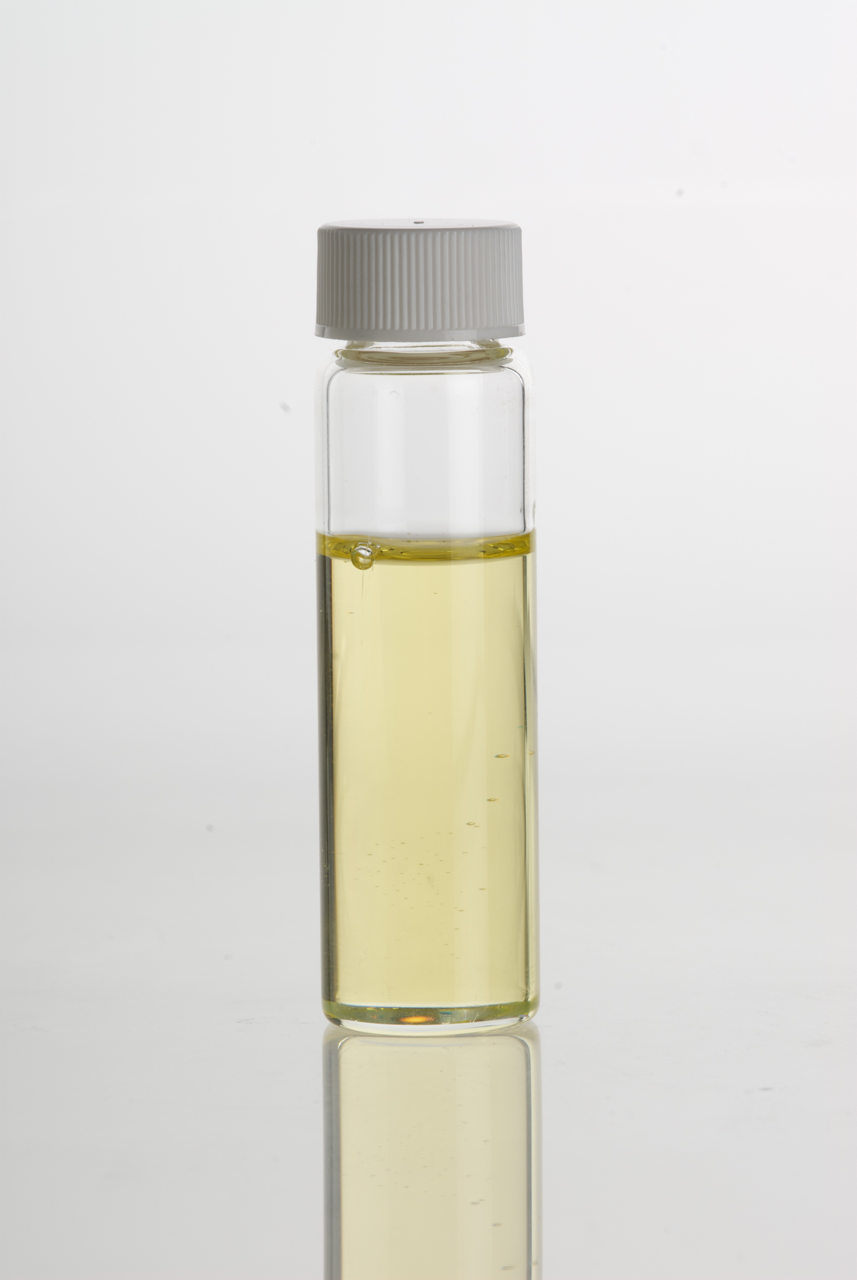
Sesamolie
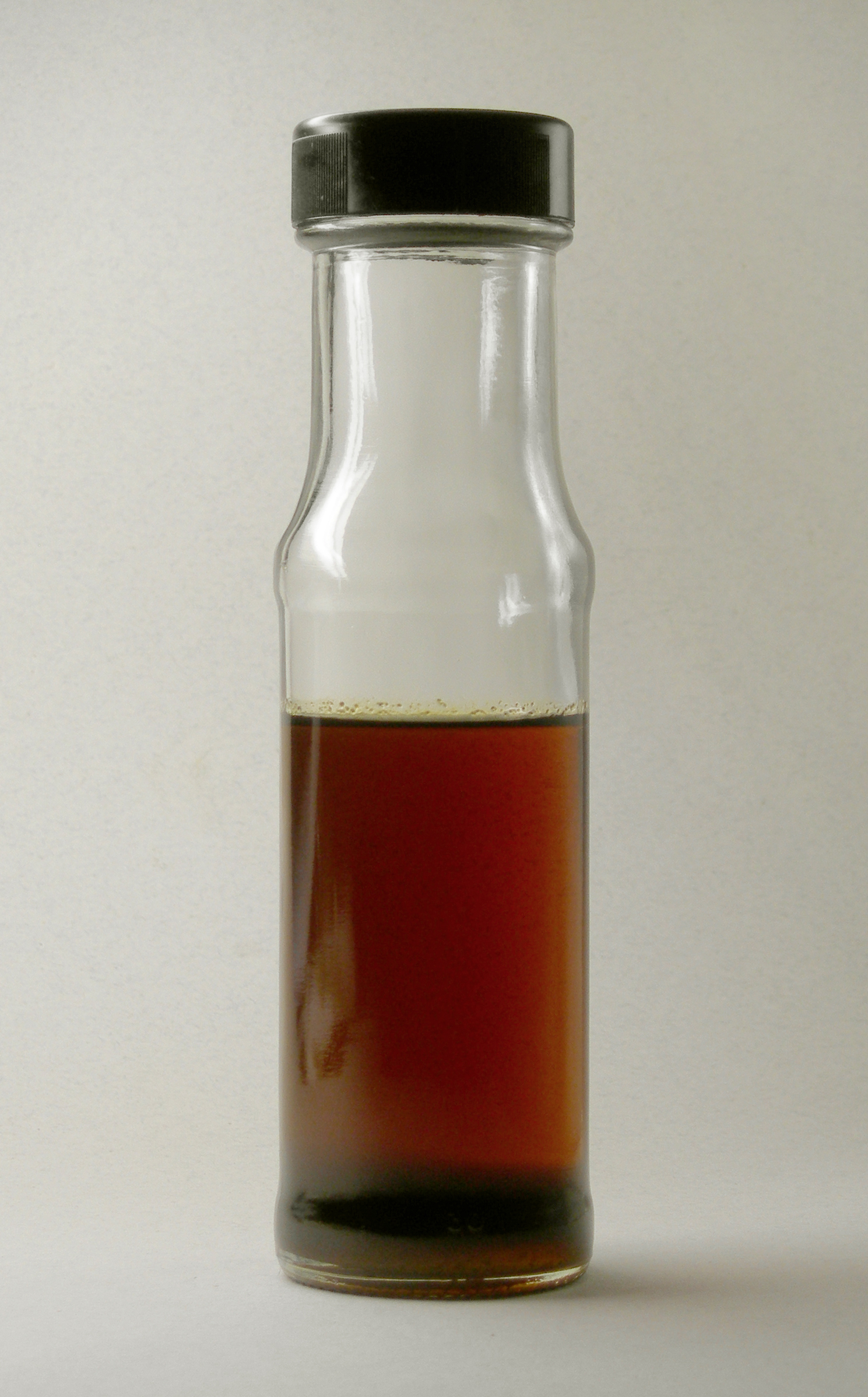
Olie uit geroosterd sesamzaad
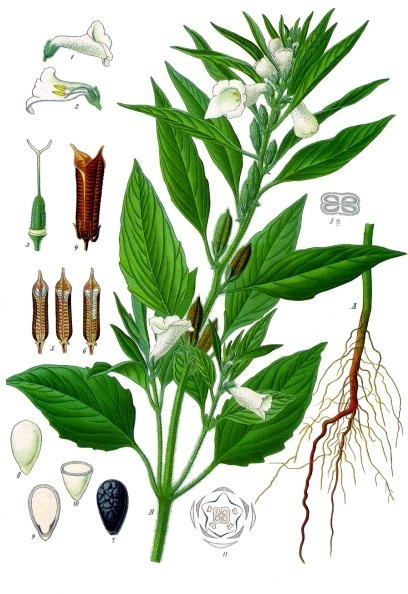
Sesamplant. bron: Koehler (1887)